# Colurella aquaeducti
Colurella aquaeducti is een raderdiertjessoort uit de familie Lepadellidae. De wetenschappelijke naam van deze soort is voor het eerst geldig gepubliceerd in 1956 door Török.